# Silvan Widmer
Silvan Dominic Widmer, född 5 mars 1993, är en schweizisk fotbollsspelare som spelar för Mainz 05. Sedan 2014 representerar han även det schweiziska landslaget.